# Gorczyn
Gorczyn – wieś w Polsce położona w województwie łódzkim, w powiecie łaskim, w gminie Łask.
W latach 1954–1957 wieś należała i była siedzibą władz gromady Gorczyn, po jej zniesieniu w gromadzie Wiewiórczyn. W latach 1975–1998 miejscowość administracyjnie należała do województwa sieradzkiego.
Przez miejscowość przebiega droga wojewódzka nr 483.